# Do You Want To
Do You Want To släpptes som singel av den brittiska indierockgruppen Franz Ferdinand den 19 september 2005, och var den första singeln att lyftas från bandets album You Could Have It So Much Better.

## Låtlista
1. Do You Want To
2. Your Diary